# Survive (Lewis Capaldi)
Survive è un singolo del cantautore scozzese Lewis Capaldi, pubblicato il 27 giugno 2025.

## Video musicale
Il video, diretto da Hector Dockrill è stato pubblicato in concomitanza con l'uscita del singolo.

## Tracce
1. Survive – 3:45